# Charles Chaulieu
Charles Chaulieu (París, 21 de desembre de 1788 - Londres, 1849) fou un pianista i crític musical francès.
Estudià al Conservatori de la seva ciutat nadiua i es dedicà a l'ensenyament. Es va traslladar a Londres els últims anys de la seva vida. Va escriure nombrosos articles a la revista de música Le Pianiste, va compondre els cors de la tragèdia Esther. nombroses sonates i arranjaments per a piano i diversos mètodes per aquest instrument.